# Hegetotèrids
Els hegetotèrids (Hegetotheriidae) són una família extinta de mamífers euteris del subordre dels hegetoteris, dins l'ordre també extint d'ungulats sud-americans Notoungulata. Visqueren a Sud-amèrica entre mitjans de l'Eocè i principis del Plistocè.